# 427 a.C.
Il 427 a.C. (CDXXVII a.C. in numeri romani) è un anno  del V secolo a.C.

## Eventi
- Atene conquista Mitilene (isola di Lesbo)
- Gli strateghi Lachete e Careade guidano la prima spedizione in Sicilia
- Roma: 
  - Consoli Lucio Papirio Mugillano e Gaio Servilio Strutto